# IL Hødd
Idrottslaget Hødd er en norsk fodboldklub fra Ulsteinvik i Ulstein kommune i Møre og Romsdal. Klubben blev stiftet den 1. august 1919. Kluibben har hjemmebane på Høddvoll.
Klubben spiller i 2020 i den norske 2. division, men har tidligere spillet i den bedste norske række i kortere perioder.
Åge Hareide og Jan Åge Fjørtoft har baggrund fra Hødd.